# Campeonato de la Commonwealth 2018 (rugby league)
El Campeonato de la Commonwealth 2018 fue un torneo de rugby league en formato de nueve jugadores.
Fue un torneo experimental realizado con la finalidad de evaluar la posible incorporación de la disciplina dentro de los Juegos de la Mancomunidad de 2022.

## Torneo femenino

### Grupo A
| Pos. | Equipo    | Encuentros | Encuentros | Encuentros | Encuentros | Tantos  | Tantos    | Tantos     | Puntos |
| Pos. | Equipo    | jugados    | ganados    | empatados  | perdidos   | a favor | en contra | diferencia | Puntos |
| ---- | --------- | ---------- | ---------- | ---------- | ---------- | ------- | --------- | ---------- | ------ |
| 1    | Australia | 2          | 2          | 0          | 0          | 50      | 4         | +46        | 4      |
| 2    | Samoa     | 2          | 1          | 0          | 1          | 28      | 32        | −4         | 2      |
| 3    | Fiyi      | 2          | 0          | 0          | 2          | 6       | 48        | −42        | 0      |

Nota: se otorgan 2 puntos al equipo que gane un partido, 1 al que empate y 0 al que pierda

### Grupo B
| Pos. | Equipo     | Encuentros | Encuentros | Encuentros | Encuentros | Tantos  | Tantos    | Tantos     | Puntos |
| Pos. | Equipo     | jugados    | ganados    | empatados  | perdidos   | a favor | en contra | diferencia | Puntos |
| ---- | ---------- | ---------- | ---------- | ---------- | ---------- | ------- | --------- | ---------- | ------ |
| 1    | Tonga      | 2          | 2          | 0          | 0          | 20      | 8         | +12        | 4      |
| 2    | Islas Cook | 2          | 1          | 0          | 1          | 24      | 24        | 0          | 2      |
| 3    | Canadá     | 2          | 0          | 0          | 2          | 16      | 28        | −12        | 0      |

Nota: se otorgan 2 puntos al equipo que gane un partido, 1 al que empate y 0 al que pierda

### Quinto puesto
| 24 de febrero | Canadá | 16 - 12 | Fiyi |  |  |

### Semifinal
| 24 de febrero | Australia | 14 - 8 | Islas Cook |  |  |

| 24 de febrero | Tonga | 0 - 20 | Samoa |  |  |

### Definición tercer puesto
| 24 de febrero | Islas Cook | 20 - 0 | Tonga |  |  |

### Final
| 24 de febrero | Australia | 14 - 8 | Samoa |  |  |

## Torneo Sub-23

### Grupo A
| Pos. | Equipo    | Encuentros | Encuentros | Encuentros | Encuentros | Tantos  | Tantos    | Tantos     | Puntos |
| Pos. | Equipo    | jugados    | ganados    | empatados  | perdidos   | a favor | en contra | diferencia | Puntos |
| ---- | --------- | ---------- | ---------- | ---------- | ---------- | ------- | --------- | ---------- | ------ |
| 1    | Australia | 3          | 3          | 0          | 0          | 92      | 4         | +88        | 6      |
| 2    | Fiyi      | 3          | 2          | 0          | 1          | 30      | 38        | −8         | 4      |
| 3    | Escocia   | 3          | 1          | 0          | 2          | 34      | 50        | −16        | 2      |
| 4    | Gales     | 3          | 0          | 0          | 3          | 4       | 68        | −64        | 0      |

Nota: se otorgan 2 puntos al equipo que gane un partido, 1 al que empate y 0 al que pierda

### Grupo B
| Pos. | Equipo             | Encuentros | Encuentros | Encuentros | Encuentros | Tantos  | Tantos    | Tantos     | Puntos |
| Pos. | Equipo             | jugados    | ganados    | empatados  | perdidos   | a favor | en contra | diferencia | Puntos |
| ---- | ------------------ | ---------- | ---------- | ---------- | ---------- | ------- | --------- | ---------- | ------ |
| 1    | Tonga              | 3          | 3          | 0          | 0          | 54      | 26        | +28        | 6      |
| 2    | Samoa              | 3          | 2          | 0          | 1          | 52      | 46        | +6         | 4      |
| 3    | Inglaterra         | 3          | 1          | 0          | 2          | 28      | 44        | −16        | 2      |
| 4    | Papúa Nueva Guinea | 3          | 0          | 0          | 3          | 30      | 48        | −18        | 0      |

Nota: se otorgan 2 puntos al equipo que gane un partido, 1 al que empate y 0 al que pierda

### Semifinal Copa de consuelo
| 24 de febrero | Escocia | 16 - 14 | Papúa Nueva Guinea |  |  |

| 24 de febrero | Inglaterra | 8 - 10 | Gales |  |  |

### Semifinal Campeonato
| 24 de febrero | Australia | 18 - 10 | Samoa |  |  |

| 24 de febrero | Tonga | 22 - 6 | Fiyi |  |  |

### Séptimo puesto
| 24 de febrero | Papúa Nueva Guinea | 0 - 14 | Inglaterra |  |  |

### Quinto puesto
| 24 de febrero | Escocia | 16 - 10 | Gales |  |  |

### Tercer puesto
| 24 de febrero | Samoa | 20 - 6 | Fiyi |  |  |

### Final
| 24 de febrero | Australia | 14 - 8 | Tonga |  |  |